# Högadals IS
El Högadals IS es un equipo de fútbol de Suecia que juega en la División 4 Blekinge, una de las ligas regionales que conforman la sexta categoría de fútbol en el país.

## Historia
Fue fundado en el año 1921 en la ciudad de Karlshamn y en el año 1962 llega a jugar por primera vez en la Allsvenskan luego de ganar su grupo en la segunda categoría, pero esa temporada quedan en último lugar entre 12 equipos y descienden de categoría luego de sumar solo nueve puntos, perdiendo 16 de los 22 partidos jugados.
El club es más reconocido entre los clubes regionales por haber participado en varias ocasiones en la Copa de Suecia, ya que han estado en más de 15 ocasiones y han disputado en ella más de 40 partidos.

## Palmarés
- Division 2 Ostra Götaland: 1

1961
- Division 3 Sydostra Götaland: 1

1957/58
- Division 4 Blekinge: 2

1973, 1977

## Afiliaciones
- Blekinge Fotbollförbund.[5]